# Troyes (Spiel)
Troyes ist ein Brettspiel von Sébastien Dujardin, Xavier Georges und Alain Orban, das 2010 beim belgischen Verlag Pearl Games in einer dreisprachigen Ausgabe (französisch, deutsch, englisch) erschienen ist. Der deutsche Vertrieb Heidelberger Spieleverlag überarbeitete 2011 die Spielregeln. In der überarbeiteten Version erreichte Troyes Platz drei beim Deutschen Spiele Preis 2011. Z-Man Games brachte 2011 eine englische Ausgabe für den amerikanischen Markt heraus. Beim International Gamers Award wurde Troyes in der Kategorie Mehrpersonen-Strategiespiel nominiert, außerdem wurde das Spiel für den französischen Spielepreis As d’Or – Jeu de l’Année 2011 nominiert. Es richtet sich an zwei bis vier Mitspieler ab 12 Jahren, wobei die Dauer eines Spiels mit rund 90 Minuten angegeben wird. Beim Spiel zu zweit gelten einige Sonderregeln.
Das Spiel greift Elemente aus der Geschichte der französischen Stadt Troyes im Mittelalter auf. Die Stadt war Hauptstadt der einflussreichen Grafen der Champagne und Sitz des bedeutenden Bistums Troyes, für dessen Bischöfe die Kathedrale von Troyes errichtet wurde. Ihr Bau begann bereits im Jahr 1200, sie wurde aber erst rund 400 Jahre später vollendet. Zudem war die Stadt von Bedeutung für Gewerbe und Handel, insbesondere mit Textilien. Zwei der sechs Messen der Champagne fanden hier statt. Im Spiel konkurrieren die Familien (von je einem Spieler repräsentiert) um Einfluss in den drei Ständen Adel, Klerus und Bürgertum und alle zusammen bauen an der Kathedrale. Jeder Spieler steht unter dem Einfluss einer historischen Persönlichkeit der Champagne, deren Lebensschwerpunkten sie nacheifern müssen.

## Spielprinzip und Ausstattung
Troyes wird durch Würfel, Aktions- und Ereigniskarten gesteuert. Die Würfelaugen stellen die Arbeitskraft der Familien und Stände dar, die in der jeweiligen Runde zur Verfügung steht. Es gilt, sie auf die verschiedenen Aufgaben und Ereignisse aufzuteilen. Durch die vielen Handlungsmöglichkeiten tritt der Zufallsfaktor der Würfel gegenüber strategischen Überlegungen in den Hintergrund. Der gemeinsame Bau der Kathedrale durch alle Spieler bringt ein Element eines kooperativen Spiels ein.
Das große Spielbrett zeigt die stilisierte Stadt mit einem großen Marktplatz. Um diesen liegen die Sitze der drei Stände: Grafenburg, Bischofspalast und Rathaus. Sie haben jeweils Platz für sechs Gefolgsleute, deren Felder mit den sechs Würfelzahlen markiert sind. Ihnen sind jeweils drei Anlagefelder für Aktionskarten zugeordnet. Außerdem gibt es den Bauplatz der Kathedrale, die über drei Bauabschnitte à sechs mit den Würfelzahlen markierte Felder errichtet wird. Zuletzt kann man sich in der Stadt noch über eine kleine Landwirtschaft mit Einkommen versorgen. Außerhalb der Stadt befindet sich am oberen Rand des Spielbrett eine Wertungsleiste für Einflusspunkte, unten werden die aktuell laufende Ereigniskarten ausgelegt.
Alle Würfel, Gefolgsleute, Markierungs- und Wertungssteine, sowie die für Aktionen eingesetzten Klötzchen sind aus Holz. Die Würfel sind in den Farben rot für den Adel, weiß für den Klerus, gelb für das Bürgertum und schwarz für Bedrohungen der Stadt von außen markiert. Die Gefolgsleute, Wertungssteine und Klötzchen tragen die Farben der vier Spieler plus grau, für neutrale Gefolgsleute und Aktionen. Geld und Siegpunktmarker sind aus Pappe, alle weiteren Elemente sind Spielkarten. Das Spiel ist dreisprachig, alle Regeln und Erklärungen liegen in Französisch, Englisch und Deutsch bei. Bezeichnungen auf Karten sind dreisprachig, zentral in Französisch und kleiner in Englisch und Deutsch. Alle Funktionen sind auf den Karten in Form von Symbolen angegeben.

## Spielablauf
Die Zahl der Runden wird durch die Mitspieler bestimmt. Es gilt immer die Anzahl der Mitspielenden plus zwei. Dabei weisen die ersten drei Runden sechs Phasen auf, nachfolgende nur noch fünf. Zu Beginn besetzen die Spieler mit ihren Gefolgsleuten die je sechs Felder in der Grafenburg, dem Bischofspalast und dem Rathaus. Übrige Felder werden durch graue, neutrale Gefolgsleute belegt.
Die ersten drei Runden beginnen damit, dass einer der Runde entsprechende Aktionskarte pro Stand aufgedeckt wird. In den folgenden Runden entfällt diese Phase. Die folgenden Phasen werden in jeder Runde gespielt. Jeder Spieler erhält ein konstantes Grundeinkommen und muss damit seine Gefolgsleute in Grafenburg und Bischofspalast bezahlen (Gefolgsleute im Rathaus kosten nichts). Dann würfelt jeder Spieler mit so vielen Würfeln der jeweiligen Farbe, wie er Gefolgsleute in der Grafenburg (rot), dem Bischofspalast (weiß) und im Rathaus (gelb) hat. Die Würfel legt der Spieler in seinem Teil des Marktplatzes ab. Der Startspieler würfelt für die neutralen Gefolgsleute und legt auch diese Würfel auf den Marktplatz.
Anschließend treten pro Runde zwei Ereignisse auf. Sie werden durch Ereigniskarten dargestellt, die am unteren Rand des Spielplans ausgelegt werden. Dabei ist jeweils mindestens ein Ereignis ein militärischer Angriff, die zweite Karte kann negativ oder positiv sein. Die militärischen Bedrohungen werden durch eine auf der Karte angegebene Zahl an schwarzen Würfeln dargestellt, die der Startspieler wirft. Eine Besonderheit ist die Plünderung, die in jeder Runde stattfindet und einen schwarzen Würfel als Gegner der Stadt aufstellt. Auf den nicht-militärischen Ereigniskarten ist unten jeweils ein Ereignis angegeben, das jetzt ausgeübt wird. Anschließend muss der Startspieler seine eigenen Würfel (Arbeitskräfte) auf dem Marktplatz gegen die militärischen Bedrohungen der schwarzen Würfel einsetzen. Dabei zählen rote Würfel des Adels gegen militärische Bedrohungen doppelt. Er wählt aus seinen Würfeln einen oder mehrere aus, die zusammen (gegebenenfalls doppelt zählend) gleich oder höher zählen als der höchste oder der höchste plus ein weiterer schwarzer Würfel. Überzählige Würfelaugen, die keinen weiteren schwarzen Würfel übertreffen können, verfallen. Die sich neutralisierenden Würfel des Spielers und die schwarzen Würfel werden in den Vorrat zurückgelegt, für jeden neutralisierten schwarzen Würfel bekommt der Spieler einen Einflusspunkt auf der Leiste am oberen Ende des Spielbretts. Anschließend ist der nächste Spieler an der Reihe, der den jetzt höchsten schwarzen Würfel sowie gegebenenfalls weitere schwarze Würfel neutralisieren muss. Sind die schwarzen Würfel eines Ereignisses neutralisiert, beginnt die Aktionsphase.
In der Aktionsphase hat jeder Spieler die Wahl aus sechs möglichen Aktionen. Er kann
- aufliegende Aktionskarten aktivieren,
- an der Kathedrale bauen,
- laufende Ereignisse bekämpfen,
- einen Gefolgsmann in die drei Hauptgebäude platzieren,
- Landwirtschaft betreiben
- oder passen.

Für jede der Aktionsmöglichkeiten setzt er Würfel ein. Er kann eigene Würfel einsetzen oder die anderer Spieler gegen Geld einkaufen und dann wie eigene einsetzen. Bis ein Spieler alle seine Würfel eingesetzt oder er gepasst hat, kommen alle Spieler reihum an den Zug und führen jeweils eine Aktion aus.
Um eine Aktionskarte erstmals zu benutzen, muss er in diese investieren und ein Feld für einen Gefolgsmann als Fachmann auf der Karte einkaufen. Anschließend werden die von ihm für diese Aktionskarte eingesetzten Würfel gewertet und je nach den Symbolen auf der Karte erhält der Spieler Geld, Einflusspunkte, Siegpunkte oder bei Aktionskarten mit späterer Wirkung, stellt er die entsprechende Zahl an eigenen Klötzchen auf die Karte und kann diese später im Spiel mit der angegebenen Wirkung einsetzen. Die Kathedrale wird mit einem Klötzchen der eigenen Farbe gebaut, das auf das unterste aktuell freie Feld mit der entsprechenden Augenzahl gestellt wird. Klötzchen bekämpfen auch Ereignisse. Die eingesetzten Würfelaugen eines Spielers bestimmen, wie viele Klötzchen er auf die Ereigniskarte stellen darf. Sind alle dafür vorgesehenen Felder auf der Ereigniskarte abgedeckt, wird sie für die an der Abwehr des Ereignisses mit ihren Klötzchen beteiligten Spieler gewertet und die Ereigniskarte erhält der Spieler mit dem größten Einsatz oder bei Gleichstand derjenige der Führenden, der sich zuerst an der Abwehr des Ereignisses beteiligt hat. Diese Karten können am Spielende von Bedeutung sein. Wird die Plünderung abgewehrt, erfolgt zwar die Wertung, aber die Karte bleibt als dauerhafte Bedrohung für die nächste Runde liegen. In der Landwirtschaft kann ein Spieler für seine gelben Würfelaugen Geld erhalten. Will ein Spieler seine noch vorhandenen Würfel nicht einsetzen, kann er passen. Das kostet einen Geldeinsatz, dafür erhält er jedes Mal, wenn er noch an den Zug kommen würde, ein weiteres Geldstück.
Am Ende der Runde werden alle Gefolgsleute, die nicht im Einsatz sind in den Vorrat zurückgelegt, dorthin kommen auch die nicht benutzten Würfel. Die Startspielerfunktion geht im Uhrzeigersinn weiter. Am Spielende nach der festgesetzten Zahl an Runden gibt es zu den im Laufe des Spiels erreichten Siegpunkten weitere für jeden Spieler, der begonnen hat noch nicht erledigte Ereignisse zu bekämpfen. Siegpunkte gibt es auch für alle Aktionskarten, in die ein Spieler investiert hat. Abzüge erhält ein Spieler, der sich nicht an jeder Bauphase der Kathedrale beteiligt hat. Die historischen Persönlichkeit, der ein Spieler nacheifern sollte, bringt weitere Siegpunkte, soweit der Spieler die entsprechenden Aufgaben erfüllt hat. Die Einflusspunkte können in jeder Phase eingesetzt werden, um Würfelaugen zu beeinflussen. Kann ein Spieler am Zug eine Aufgabe nicht erfüllen, kostet das in der Regel zwei Einflusspunkte. Kein Spieler kann je mehr als zwanzig Einflusspunkte haben.

## Zielgruppe
Troyes ist ein komplexes Strategiespiel mit einer großen Zahl an einzelnen Handlungsoptionen, die sich zu verschiedenen Strategien verbinden. Wie die meisten beim Deutschen Spiele Preis hoch bewerteten Spiele richtet es sich daher an erfahrenere Spieler, die sich in die Spielwelt eindenken können.
Rezensionen kommen zur Wertung, dass Troyes „beileibe kein Leichtgewicht [ist], Troyes will erarbeitet werden“ und „Hat man aber erstmal diese erste Hürde genommen und das Prinzip verstanden, eröffnet das Spiel viele verschiedene Facetten und Strategien, die man ausprobieren möchte.“ Die Rezensenten vom Reich der Spiele sprechen Troyes zu, dass „überraschenderweise immer wieder Spiele auf der Spiele-Messe in Essen quasi aus dem Nichts auftauchen, die im Vorfeld nicht gehypt oder mit viel Tam-Tam angekündigt wurden und welche sich anschließend durchaus als ausgesprochene Bereicherung der eigenen Spielesammlung entpuppen können.“ Im Einzelnen stellt der Autor fest: „Überall gibt es Stellschrauben und Möglichkeiten an denen gedreht und gefriemelt werden kann, und selten ist  schon vor der Auszählung der Siegpunkte klar, wer gewonnen hat. Durch die unterschiedlichen Aktions-, Ereignis- und Persönlichkeitskarten ergeben sich in jedem neuen Spiel unterschiedliche Konstellationen und erfordern so eine andere Strategie“ und kommt zum Fazit: „Troyes ist ein Strategiewolf im Schafspelz.“ Die Pöppelkiste fasst ihre Rezension zusammen als: „Damit kann ich ein klares Fazit ziehen: Troyes lohnt für jeden, der komplexe Spiele mag und sich nach originellen Spielmechanismen sehnt. Mehr als hier wird er sie kaum bekommen; den Spielspaß gibt es gratis dazu.“

## Erweiterungen
Für Troyes gibt es mehrere Promotionkarten mit weiteren Persönlichkeiten.
Die Erweiterung Die Damen von Troyes beinhaltet fünf Module
1. 3 neue Wertungskarten mit den Damen von Troyes, die früheren 6 Karten werden dazu geliefert,
2. 27 Aktionskarten, die allein oder mit denen des Grundspiels genutzt werden können,
3. 6 neue Ereignisse, die zusammen mit denen des Grundspiels genutzt werden können,
4. 4 violette Würfel, die die Clans-Oberhäupter repräsentieren und nicht käuflich sind,
5. Die Außenaktivtäten, die die Stadtmauer in das Spiel einbeziehen und eine neue strategische Möglichkeiten bieten

Die Pöppelkiste beschreibt die Erweiterung mit „Für dieses Spiel gibt es jetzt eine umfangreiche Erweiterung, die aus fünf Modulen besteht. Ich nehme es vorweg: Die Erweiterung ist perfekt!“